# Veendam
Veendam  è un comune olandese di 28 015 abitanti situato nella provincia di Groninga.